# 1996年アトランタオリンピックのスイス選手団
1996年アトランタオリンピックのスイス選手団（1996ねんアトランタオリンピックのスイスせんしゅだん）は、1996年7月19日から8月4日にかけてアメリカ合衆国のジョージア州アトランタで開催された1996年アトランタオリンピックのスイス選手団、およびその競技結果。

## 概要
今大会は金メダル4個、銀メダル3個、合計7個のメダルを獲得した。

## メダル
| メダル | 選手名                       | 競技   | 種目                 |
| ------ | ---------------------------- | ------ | -------------------- |
| 金     | パスカル・リシャール         | 自転車 | 男子個人ロードレース |
| 金     | ドンファ・リ                 | 体操   | 男子あん馬           |
| 銀     | トーマス・フリッシュクネヒト | 自転車 | 男子クロスカントリー |